# Miranda Directo!
Miranda Directo! è il terzo album dal vivo del gruppo musicale synth pop argentino Miranda!, pubblicato nel 2009 dalle etichette discografiche Pelo Music e Warner. Il disco è stato pubblicato anche in versione CD+DVD.

## Tracce
CD
1. Prisionero – 3:29
2. Entre mis brazos – 3:48
3. Tu mirada – 3:23
4. Hola – 3:06
5. Hola probando – 3:16
6. Romance juvenil – 3:35
7. El showcito – 3:16
8. Perfecta – 3:46
9. Tu misterioso alguien – 4:13
10. Lo que siento por ti – 3:12
11. Yo te diré – 3:26
12. Enamorada – 3:13
13. El profe – 2:57
14. Mentía – 3:35
15. Don – 3:04
16. No lo digas – 3:38
17. Imán – 4:19

Durata totale: 59:16

## Formazione
- Alejandro Sergi (Ale Sergi)
- Juliana Gattás (Juli)
- Lolo Fuente (Lolo)
- Nicolás Grimaldi (Monoto)